# Ydalir
Ydalir (altisländ. Ýdalir 'Eibentäler') ist in der nordischen Mythologie der Wohnsitz des Gottes Ullr, der in der Snorra-Edda als guter Bogenschütze bezeichnet wird (Gylfaginning, Kapitel 30). Der Name Ýdalir bezieht sich wohl darauf, dass man in älterer Zeit für die Anfertigung von Bögen bevorzugt Eibenholz verwendet hat.  

„Ýdalir heita,     þar er Ullr hefir

       sér um gorva sali; [...]“

„Sie heißen Eibentäler, wo sich Ull eine Wohnstätte errichtet hat; [...]“